# Spišská Nová Ves (stacja kolejowa)
Spišská Nová Ves (słow. Železničná stanica Spišská Nová Ves) – stacja kolejowa w Nowej Wsi Spiskiej, w kraju koszyckim, na Słowacji przy ulicy J. Fabiniho 498/23.
Otwarta w 1871 roku, znajduje się na linii nr 180 Żylina-Koszyce, stanowiącej główny korytarz transportowy Słowacji na osi wschód-zachód. Od tej stacji biegnie także linia kolejowa do Lewoczy.
Obecnie jest własnością Železnice Slovenskej republiky (ŽSR), a obsługiwana jest przez Železničná spoločnosť Slovensko (ZSSK).

## Historia

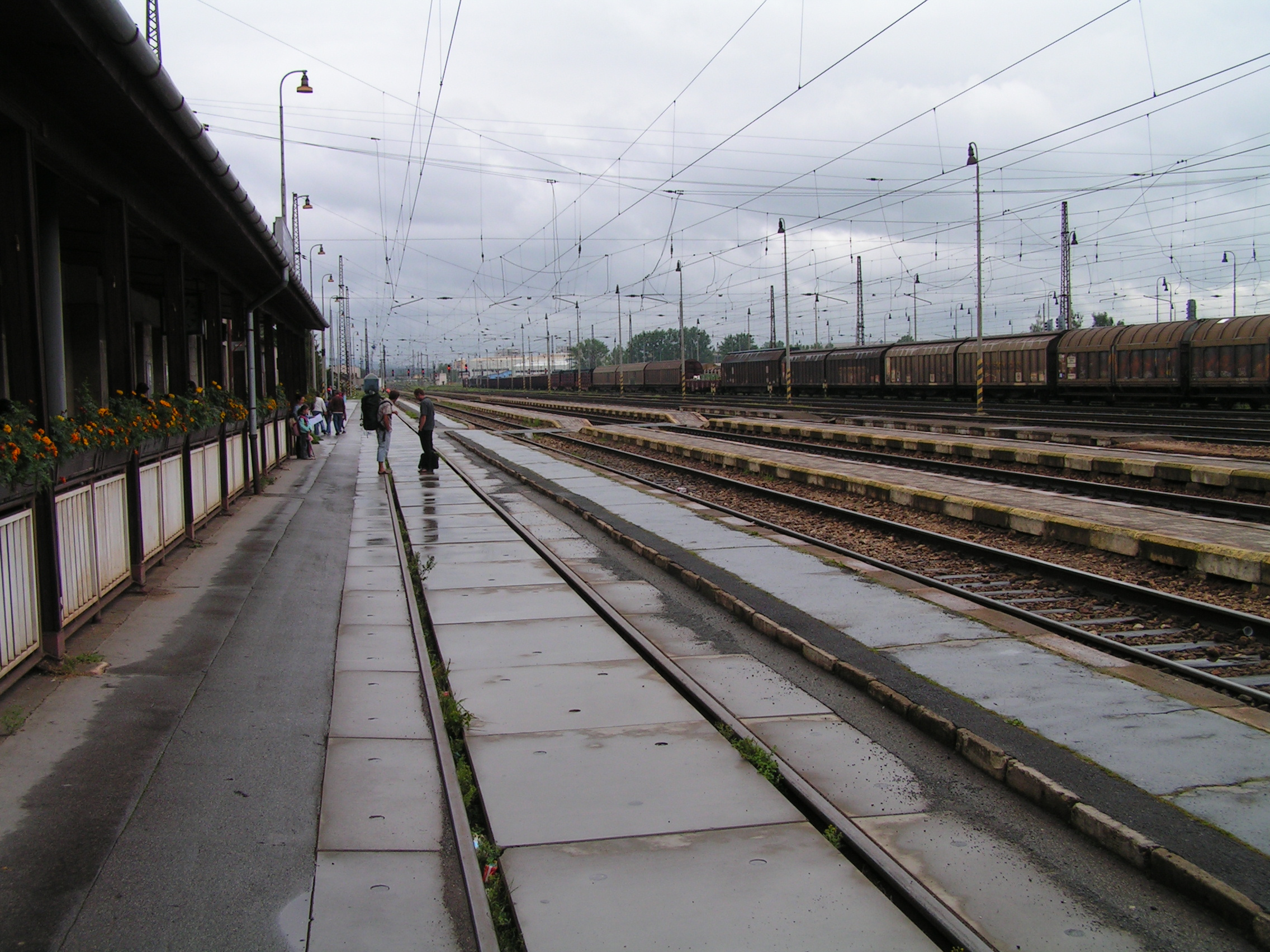
Perony stacji

Stacja została otwarta w dniu 12 grudnia 1871 jako część Kolei Koszycko-Bogumińskiej z Popradu.
Wkrótce potem, w dniu 12 marca 1872 roku, otwarto następny odcinek tej linii Nową Wsią Spiską i Kysakiem. 
Boczna linia do Lewoczy została otwarta w 1892.
Regularne przewozy osób na linii do Lewoczy zawieszono w lutym 2003 roku, mimo protestów mieszkańców i lokalnych władz, szczególnie w Lewoczy. Tylko kilka pociągów pielgrzymkowych kursowało na tej linii, ale nadal prowadzony jest ruch towarowy.
W dniu 1 kwietnia 2010 roku doszło do katastrofy kolejowej na stacji, w wyniku której zginęły 3 osoby, a 8 zostało ciężko rannych.

## Linie kolejowe
- 180 Żylina-Koszyce
- 186 Nowa Wieś Spiska-Lewocza